# Тлатоани
Тлатоани (аст. tlàtoāni) — титул правителя городов-государств у ацтеков (мешиков), тепанеков, акольхуас и некоторых других племен на территории современной Мексики. Титул в дословном переводе означает «тот, кто хорошо говорит», «оратор». В период расцвета империи ацтеков глава этой империи носил титул уэй-тлатоани (huey tlatoani), то есть великий тлатоани, чем отличался от других тлатоани городов, входящих в империю. Европейцы, с лёгкой руки Эрнана Кортеса, приравнивали этот титул к императорскому.
В Теночтитлане великий тлатоани выбирался из братьев, племянников или сыновей умершего правителя. Выборным органом был «совет четырёх», куда входили ближайшие родственники великого тлатоани, занимавшие высшие государственные посты: тлакатекатль («человек-боец», «командир») тлакочкалкатль («хранитель дома дротиков», «начальник арсенала»), есуауакатль («тот, кто пускает кровь»), и тлилланкалки («хозяин дома мрака»).

## Список
| Правитель    | Начало правления | Конец правления |
| ------------ | ---------------- | --------------- |
| Акамапичтли  | 1369             | 1391            |
| Уитцилиуитль | 1391             | 1415            |
| Чимальпопока | 1415             | 1426            |
| Ицкоатль     | 1427             | 1440            |
| Монтесума I  | 1440             | 1469            |
| Ашаякатль    | 1469             | 1481            |
| Тисок        | 1481             | 1486            |
| Ауисотль     | 1486             | 1502            |
| Монтесума II | 1502             | 1520            |
| Куитлауак    | 1520             | 1520            |
| Куатемок     | 1521             | 1525            |